# 卡羅爾 (新罕布什爾州)
卡羅爾（英語：Carroll）是一個位於美國新罕布什爾州庫斯縣的鎮。

## 人口
根據2020年美國人口普查的數據，卡羅爾的面積為130.27平方千米，當中陸地面積為130.20平方千米，而水域面積為0.06平方千米。當地共有人口820人，而人口密度為每平方千米6人。